# Khiêu dâm tại Trung Quốc
Ở Trung Quốc, việc sản xuất, truyền bá hoặc bán nội dung khiêu dâm có thể bị án phạt tù chung thân vì nội dung khiêu dâm bị cấm rất nghiêm ngặt theo luật hình sự Trung Quốc. Nhưng cấm là một chuyện, có loại bỏ được nó không lại là chuyện khác, đặc biệt khi người dùng đang sống trong thời truyền thông đa phương tiện như có nhiều phương tiện truyền thông xã hội, dịch vụ đám mây và các biện pháp thanh toán mới theo cách xử lý của họ. Mặc dù một cuộc đàn áp đang diễn ra chống lại "ô nhiễm tinh thần", như Đảng Cộng sản đã từng gọi nó, khiêu dâm vẫn còn sống và tốt trên internet của Trung Quốc.
Các nhà kiểm duyệt đã đóng cửa nhiều dịch vụ trong những năm gần đây, nhưng trong một trò chơi liên tục của mèo và chuột, nhà cung cấp và người dùng đã tìm thấy các cách khác để chia sẻ nội dung người lớn, cho dù đó là nội dung tự làm hay vi phạm bản quyền  từ việc yêu thích 1pondo Studio của Nhật Bản. Thật vậy, sự phát triển của ngành công nghiệp khiêu dâm trực tuyến của quốc gia phản ánh sự phát triển tổng thể của "mạng nội bộ" intranet như vẫn được gọi đùa là internet được kiểm soát chặt chẽ của Trung Quốc.

## Các giai đoạn và hình thức phát triển

### Cổng thông tin khiêu dâm 2004-2006
Các cổng khiêu dâm đã nở rộ tại Trung Quốc trước cả khi những trang thuộc thể loại này bao gồm YouPorn và Pornhub xuất hiện ở châu Âu. Năm 2004 đã chứng khiến sự ra đời của các dịch vụ lớn mặc dù xấu số tại Trung Quốc, bao gồm 99 Erotica Forum và Erotica Juneday. Một số trang như thế vẫn còn duy trì, nhưng nhiều trang đã biến mất. Mô hình kinh doanh của những dịch vụ này rất đơn giản. Trước khi người dùng có thể xem hoặc tải nội dung họ muốn, họ phải xem và điều hướng thông qua bấm chuột vào đường link chứa trong quảng cáo pay per click đồ chơi tình dục hàng rong, thuốc Viagra và sòng bạc trực tuyến. Những trang này cung cấp một tổ hợp trộn lẫn các loại video nghiệp dư trong nước và những nội dung lậu lấy từ Nhật, Mỹ. Họ chủ yếu thiết lập máy chủ ở nước ngoài và thường xuyên thay đổi URL để tránh bị phát hiện và kiểm tra bởi chính quyền.
Với người dùng, những dịch vụ có quảng cáo như vậy có thể khiến họ khó chịu. Đôi khi họ còn không được xem nội dung gì sau khi đã điều hướng thông qua các loại quảng cáo, chưa kể tỉ lệ họ còn dính phải mã độc malware (thường là script tự kích hoạt) dọc đường là rất cao. Vì vậy, những dịch vụ khiêu dâm nổi tiếng tại Trung Quốc thường thu phí thành viên và cung cấp dịch vụ tin cậy hơn, bao gồm ít hơn hoặc không có quảng cáo. Nhưng tại Trung Quốc, việc sử dụng các tài khoản ngân hàng nội địa khiến những website như thế dễ bị tổn thương do đàn áp. 99 Erotica là một trong những trang bị đóng đầu tiên khi đã thu hút hơn 300.000 người dùng đăng ký sau 1 năm ra mắt. Năm 2005, chính phủ Trung Quốc đã bỏ tù 11 người, trong đó có giáo viên và công chức, trong thời gian tù từ 3 đến 12 năm vì liên quan đến việc truyền bá tài liệu khiêu dâm. Tháng 10 năm 2006, chính quyền đã đóng trang Erotica Juneday, trang này thu mức phí thành viên VIP là 3.999 yuan (khoảng 490 USD) mỗi năm, và bỏ tù chung thân Chen Hui. Nhà xã hội học Li Yinhe thẳng thắn là một trong số những người công kích chống lại phán quyết khắc nghiệt, kêu gọi các nhà chức trách bãi bỏ các luật khiêu dâm ở Trung Quốc hoặc ngừng giả vờ quốc gia thích tự do ngôn luận.

### Caoliu: 2006 đến nay
Diễn đàn trực tuyến Caoliu, tiếng Trung: 草榴 (Thảo lựu)/ Cǎoliú nghĩa là "cỏ lựu" (grass pomegranate), là một ngoại lệ. Được thành lập vào năm 2006, trang web đặt máy tại Colorado là một hệ thống bảng bulletin (Bulletin Board System - BBS) tiếng Trung mạnh mẽ để chia sẻ hình ảnh, tác phẩm văn học và video khiêu dâm, gợi tình (thường gọi là pornography và erotica). Doanh thu duy nhất được biết là quảng cáo. Chính quyền đã chặn truy cập vào Caoliu, nhưng người dùng có thể dùng dịch vụ VPN để vượt qua. Cho nên chính quyền cũng càn quét các dịch vụ VPN, làm cho việc tìm kiếm một dịch vụ VPN tin cậy trở nên khó khăn hơn nhưng nhiều người dùng lại tìm được cách khác.
Không có một nhân viên nào ở Trung Quốc, không thu phí người dùng, dịch vụ này gần như nằm ngoài tầm kiểm soát của chính quyền Trung Quốc. Là một trong số ít những kẻ còn sống sót kiên cường sau các trận càn quét liên tục, Caoliu đã trở thành một biểu tượng của hy vọng cho cộng đồng khiêu dâm của Trung Quốc. Trang này nổi tiếng vì đặt ra giới hạn 1.024 giây cho những người không phải thành viên khi họ truy cập vào để viết các post, hoặc chia sẻ hình ảnh, video. "1024" từ đó đã trở thành một biểu tượng meme online, nghĩa là "thumbs up", "like" hoặc "thanks for sharing" dưới các bài đăng chứa nội dung khiêu dâm.

### Kuaibo: 2007-2014
Kuaibo, tiếng Trung: 快播 (Khoái bá)/ Kuài bō nghĩa là "phát nhanh" (fast broadcast), còn được gọi là QVOD, từng là điểm đến cho nội dung khiêu dâm, cũng như các phim Hollywood. Ra mắt năm 2007, trình phát video cung cấp các lượt tải nội dung streaming và BitTorrent, thường là vi phạm bản quyền (lậu) được cung cấp bởi các máy chủ bên thứ ba. Theo truyền thông nhà nước, Kuaibo đã được tải xuống hơn 300 triệu lần vào năm 2012, khi Trung Quốc chỉ có 540 triệu người dùng internet. Tháng 3 năm 2014, cảnh sát đã đột nhập kiểm tra các văn phòng của Kuaibo ở Thâm Quyến và đóng cửa dịch vụ. Năm 2016, nhà sáng lập kiêm CEO Wang Xin của trang bị kết án 3,5 năm tù và phạt 150.000 USD. Trong khi tố tụng, các công tố viên cho biết các video khiêu dâm chiếm 70% trong số 30.000 tập tin cảnh sát đã thu được từ các máy chủ liên quan đến Kuaibo. Wang cho rằng nền tảng của anh không chịu trách nhiệm cho việc kiểm soát (policing) những gì mọi người xem. "Chúng tôi tin rằng không có gì đáng xấu hổ về công nghệ", ông nổi tiếng bởi câu nói này với tòa án. Mặc dù Wang đã nhận tội, nhưng việc bảo vệ quyền tự do thông tin đầy nhiệt huyết của anh đã giành được sự hỗ trợ trên Internet Trung Quốc.

### Các dịch vụ đám mây: 2012 đến nay
Các video sex tự làm, chẳng hạn như video quay trong một căn phòng thay đồ ở Uniqlo Bắc Kinh rộ lên năm 2015, đã trở thành trào lưu tại mạng truyền thông xã hội Trung Quốc những năm gần đây. Một phần vì sự gia tăng của các công ty công nghệ trong nước cung cấp dịch vụ lưu trữ dữ liệu online, trong đó có Alibaba và Huawei. Năm ngoái, trong một cuộc "làm sạch" internet, chính quyền đã đóng cửa một số dịch vụ như vậy đến người dùng cá nhân, cho rằng chúng đã trở thành nơi trú ngụ (haven) cho khiêu dâm, Cho nên các dịch vụ đám mây từ Google Drive và Dropbox đã bị chặn từ lâu và vẫn còn tiếp tục. Các dịch vụ đám mây từ Baidu và Xunlei (một trình tải xuống torrent đặt ở Thâm Quyến) hiện là một trong số ít tùy chọn đám mây còn lại cho người dùng Trung Quốc. Cả hai đều "thề" (vow) sẽ càn quét (crack down) nội dung khiêu dâm. Để tránh bị kiểm duyệt, cộng đồng khiêu dâm Trung Quốc còn phát triển cả một bộ những từ lóng của riêng họ khi bàn luận về khiêu dâm trên các ứng dụng truyền thông xã hội như Weibo, QQ và WeChat.

### Các ứng dụng livestreaming: 2015 đến nay
Trong hơn hai năm qua, các ứng dụng live streaming đã phát triển thành ngành công nghiệp trị giá 4,3 tỷ USD ở Trung Quốc,, nhờ (thanks) một phần không nhỏ nội dung khiêu dâm có tính phí. Ngày và đêm, có hàng ngàn phụ nữ trẻ Trung Quốc xuất hiện trên camera để hát, nhảy, ưỡn ẹo, uống xì xụp, nhai nhóp nhép và ve vãn, khiêu khích lượng khán giả chủ yếu là nam giới. Người xem trả cho nữ phát thanh viên các loại quà ảo, với điều kiện các nền tảng nhận được một phần doanh thu. Quà có thể là một quả dưa chuột ảo có giá chưa đến 1 cent hoặc lạ mắt như cả du thuyền hay chiếc xe hơi thể thao bán với giá vài trăm USD.
Tuy nhiên, nó đã vượt ra ngoài phạm vi video tán tỉnh bình thường. Năm 2016, một cặp vợ chồng đã live stream quan hệ tình dục trên Douyu TV. Tháng 6 năm 2016, chính quyền đã cấm 40 nữ phát thanh viên live stream vì những màn trình diễn gợi dục của họ. Các dịch vụ phát trực tiếp được yêu cầu tuân theo luật để giám sát nội dung suốt ngày đêm và đã áp đặt các quy tắc nghiêm ngặt hơn lên những phát thanh viên, bao gồm cấm họ mặc vớ tơ và ăn chuối một cách "dâm dục". Cho đến những năm gần đây, chính phủ Trung Quốc đã trừng phạt hơn 30.000 phát thanh viên và còn mở các cuộc điều tra hình sự đối với trên 10 nền tảng livestreaming.  Vẫn chưa thể nói nội dung khiêu dâm đã chết hoàn toàn trên các ứng dụng, những nữ phát thanh viên liều chiếu, hiện nhanh núm vú và các vị trí nhạy cảm trên cơ thể của họ và yêu cầu người xem kết bạn trên WeChat và QQ, nơi mà họ có thể cung cấp cuộc gọi video trực tiếp với một khoản phí nhỏ được trả qua ứng dụng WeChat Wallet.

## Thuật ngữ
Các nhà sưu tập khiêu dâm có tài nguyên được gọi là "lão tài xế" (tiếng Trung: 老司机 (Lão ty cơ)/ Lǎo sījī), việc chia sẻ video khiêu dâm là "lái xe" (tiếng Trung: 开车 (Khai xa)/ Kāichē) còn người nhận nội dung là "ngồi xe" (tiếng Trung: 坐车 (Tọa xa)/ Zuòchē) và nội dung khiêu dâm là "phúc lợi" (tiếng Trung: 福利/ Fúlì - welfare).